# Tükrözéselmélet
A tükrözéselmélet a marxista filozófiában a dialektikus materialista ismeretelmélet alapja. Tárgya a visszatükröző tevékenység valamennyi formájának, természettudományos alapjainak, az emberi tudat létrejöttének, fejlődésének és fiziológiai mechanizmusainak vizsgálata.

## Visszatükrözés
A tükrözéselmélet alapfogalma, a filozófiai értelemben vett visszatükrözés a belső tudattartalmak és a külvilágban lévő jelenségek közötti ismeretelméleti viszonyt jelöli.
A fogalmat a különböző filozófiai iskolák, áramlatok, például a mechanikus materializmus, a reprezentacionalizmus, a presentacionalizmus, az epifenomenalizmus különböző jelentéssel használják.
A dialektikus materializmus megkülönbözteti a visszatükrözés fizikai, biológiai és pszichikai szintjét, és az utóbbin belül elválasztja az állati pszichikum és az emberi tudat szintjét. A dialektikus materializmus szerint minden anyag rendelkezik bizonyos fokig a visszatükrözés sajátosságával, amennyiben általános akció- és reakcióképessége van. A visszatükrözés mint az anyagi jelenségek egyetemes összefüggése és kölcsönhatása az alapja a visszatükrözés magasabb, az ismeretelméleti vizsgálódások számára releváns formáinak, az emberi pszichikai-tudati visszatükrözésnek.
A marxista ismeretelmélet szerint az emberi tudat visszatükröző tevékenysége aktív kölcsönhatásos folyamat a szubjektum és az objektum között, amely folyamat egyszerre tárgyi és eszmei jellegű. Tárgyi jellegű, mivel mindig van természeti vagy társadalmi objektuma. Eszmei jellegű, mivel a visszatükrözés tartalma mindig valamilyen általánosított formában, absztrakt fogalmak, ítéletek formájában tudatosodik.
A dialektikus materialista ismeretelmélet külön foglalkozik a visszatükrözés hamis, torz formáival, illetve a valóság hű visszatükrözésének dialektikus útjával és lehetőségeivel.